# Альмяшевка
Альмяшевка — село в Сосновоборском районе Пензенской области России. Входит в состав Нижнекатмисского сельсовета.

## География
Село находится в восточной части Пензенской области, в пределах Приволжской возвышенности, в лесостепной зоне, на берегах реки Катмис, вблизи места впадения её в реку Суру, на расстоянии примерно 13 километров (по прямой) к юго-западу от Сосновоборска, административного центра района. Абсолютная высота — 185 метров над уровнем моря.

### Климат
Климат характеризуется как умеренно континентальный, с холодной продолжительной зимой и тёплым летом. Средняя температура воздуха самого тёплого месяца (июля) — 19 °C (абсолютный максимум — 39 °C); самого холодного (января) — −13 °C (абсолютный минимум — −46 °C). Среднегодовое количество атмосферных осадков варьируется от 480 до 627 мм, из которых большая часть выпадает в тёплый период. Снежный покров держится в течение 150—160 дней.

### Часовой пояс
Село Альмяшевка, как и вся Пензенская область, находится в часовой зоне МСК (московское время). Смещение применяемого времени относительно UTC составляет +3:00.

## Население
| 1877 | 1911 | 1926 | 1930 | 1939  | 1959 | 1979 |
| ---- | ---- | ---- | ---- | ----- | ---- | ---- |
| 158  | ↗441 | ↗684 | ↗785 | ↗1114 | ↘725 | ↘602 |
| 1989 | 1996 | 2002 | 2010 |       |      |      |
| ↘316 | ↘255 | ↘209 | ↘137 |       |      |      |

### Национальный состав
Согласно результатам переписи 2002 года, в национальной структуре населения татары составляли 97 % из 209 чел.